# Varde77
Varde77は日本のファッションデザイナー宮田浩行が2006年に発表したブランド。

## 概要
20代の多くをビンテージバイヤーとしてアメリカで過ごした宮田浩行が、帰国後に目黒区祐天寺にショップをオープン
自身が買い付けたビンテージアイテムと自身が製作するコレクションをショップで提案。
雑誌やWEBマガジンを中心に独自のブランドテイストが話題となり、2007年より本格的に展示会形式で発表をスタート。
ブランド設立当初からコアなファンを味方につけ、設立から10年以上が経過している。

## ブランド
- Varde77

毎シーズンコレクションのメインアイテムとして発表されるオリジナルデザインのライン
- REVIVAL 90% PRODUCTS VARDE77

デザイナーのビンテージバイヤーとしてのキャリアを活かした、古着を復刻するライン
90%は古着を復刻し、残りの10%はVarde77の表現を取り入れて製作
- -MAKEOVER-Varde77

ブランド設立10年を迎え新たに立ち上がった、ビンテージファブリックや希少なデッドストックのアイテムを使用するリメイクライン